# Le Chemin (Marna)
Le Chemin è un comune francese di 50 abitanti situato nel dipartimento della Marna nella regione del Grand Est.

## Società

### Evoluzione demografica
Abitanti censiti